# François Beauck
François Beauck, nom d'artiste de Louis François Boucq, né à Bruxelles le 27 mai 1876 et mort à Forest au début du mois de décembre 1946, est un peintre, dessinateur, aquafortiste et compositeur belge. 
Il est connu pour ses peintures de paysages, ses portraits et ses illustrations.

## Biographie

### Famille
François Beauck, né Louis François Paul Désiré Boucq, à Bruxelles le 27 mai 1876, est le fils de Louis Joseph Boucq, employé, et de Pauline Joséphine Catherine Wouters. Il épouse en premières noces à Ixelles le 10 avril 1897 Eva Marie Pélagie Vanderbeck, artiste peintre (1875-1904). Veuf, il se remarie à Saint-Gilles le 14 janvier 1907 avec Joséphine Emma Louise Eugénie Kesteloot (1862-1948), directrice d'une école de chant et cantatrice privée de la comtesse de Flandre, mère du roi Albert Ier, et de la reine Élisabeth.

### Carrière
Autodidacte, et encouragé par Émile Verhaeren et Camille Lemonnier, François Beauck expose neuf dessins au Salon de Bruxelles de 1903. Le 16 décembre 1905, il est désigné comme lauréat de l'année 1906 par les quarante membres de la Libre académie Picard, fondée cinq ans auparavant par Edmond Picard. En 1928, il rejoint l'association en qualité de membre.
Au cours de la Première Guerre mondiale, François Beauck réside en Suisse et expose à Lausanne en 1915. De retour en Belgique, il expose de nouveau à partir de 1921 et sa carrière n'est plus documentée après 1929. Il meurt, à l'âge de 70 ans, au début du mois de décembre 1946 à Forest.

## Œuvre

### Caractéristiques
Son champ pictural couvre essentiellement les peintures de paysages et les portraits, surtout les figures féminines. En 1904, le quotidien belge Le Petit bleu du matin le qualifie de « peintre de l'effroi ». Marqué par son récent veuvage, ses peintures expriment l'effroi de la solitude, le remords du juge et l'attente de la mort. Ses dessins, empreints de vigueur, sont originaux par leur exécution et par l'intensité de leur expression, relevant d'un art singulier et complet. 
En 1911, l'artiste Maria Biermé publie Les Artistes de la pensée et du sentiment en y incluant, notamment, aux côtés de Fernand Khnopff et Eugène Laermans, François Beauck en raison de son caractère mystique. En 1924, la critique du quotidien Le Vingtième siècle souligne la personnalité intéressante de François Beauck, qui sans recherche de procédé, atteint parfois l'originalité moderne de la facture, de la vision et de l'effet. La même année, le journal La Meuse publie : « Peintre du mystère et de l'exceptionnel, M. Beauck est volontairement ample et dépouillé de lyrisme. Il atteint à l'émotion par des moyens ordinaires. Une simple rue, une fenêtre et l'on sent l'angoisse vous saisir. C'est du Maurice Maeterlinck graphique. Le tragique quotidien hante l'imagination de l'artiste. Il expose cependant des œuvres plus calmes : labourage, semailles, labourage et quelques marines très curieuses. »
En revanche, par un singulier contraste, ses compositions musicales sont aériennes, claires et relèvent de l'impressionnisme, comme Berceuse pour clore les yeux de la petite Françoise et Le Soir dans les dunes. Il écrit aussi des chansons dans le style populaire qu'il adapte musicalement et interprète parfois lui-même au piano.
Dessinateur et aquafortiste, il illustre des livres d'Émile Verhaeren, de Camille Lemonnier et de Maurice Des Ombiaux, qu'il présente au Salon de La Libre Esthétique en mars 1903. Maurice Des Ombiaux le considère comme un dessinateur arrivé presque d'emblée à la maîtrise, un artiste d'une originalité profonde, d'une haute intellectualité et d'une émotion profonde.

### Expositions
- Salon de La Libre Esthétique (Xe) en 1903 : trente dessins, dont : Frontispice pour Le Cloître d'Émile Verhaeren, Le Pêcheur d'anguilles pour Le Vent dans les Moulins de Camille Lemonnier, Le Crépuscule, Veilleurs de mort et Le Passeur d'eau pour Têtes de houille de Maurice Des Ombiaux, Le Chien hurlant à la mort, L'Homme devant les mystères, Le Noctambule, L'Homme dans le silence, Le Vagabond,…[12].
- Salon de Bruxelles de 1903 : neuf dessins : Le Mauvais tournant, Le Semeur, Soir de pluie, La Grand'route, La Crypte, Le Fonctionnaire, Le Chemin ténébreux, Le Vieux porche et L'Homme devant la mort[2].
- Salon des Indépendants de 1904 à Bruxelles : Le Philosophe, Le Confessionnal, La Bourrasque dans la lande, L'Assassiné et Petit village recueilli (peintures)[7].
- Salon Pour l'art (XIVe) de 1906 : des dessins.
- Salon Pour l'art (XVe) de 1907 : des dessins, dont Mère allaitant son enfant et une peinture Vieux logis.
- Salon de L'Estampe de 1907.
- Cercle artistique et littéraire de Bruxelles en 1907 : Le Village recueilli, Le Sonneur de cor et Pendant les vêpres.
- Salon de Bruxelles de 1907 : Tête du Christ et La Jeune fille (dessins), Route en Brabant et Meules au clair de lune[13].
- Salon de Doe Stil Voort (IIIe) en 1909 : Plage méridionale et Devant la mer.
- Cercle artistique et littéraire de Bruxelles en 1909 : Au Bois de la Cambre.
- Salon de Bruxelles de 1910.
- Salon de L'Estampe de 1911.
- Salon d'Anvers de 1911 : Avant l'orage.
- Salon de printemps de 1912 à Bruxelles.
- Salon de Bruxelles de 1914 : L'Orage approche et Soir en Brabant[14].
- Exposition d'art moderne belge à Lausanne en 1915[4].
- Salon de printemps de 1921 à Bruxelles.
- Exposition de peintres figuristes, au salonnet près de la place du Trône à Bruxelles en 1923 : Paysanneries, L'Orage,…[15].
- Cercle artistique et littéraire de Bruxelles en 1924 : une quarantaine d'œuvres, dont : Retour des travailleurs, Le Christ et les bergers, Le Joueur d'orgue, Banlieue, Paysage brabançon, Mars au soir, Mars au matin, Le Village, Soir paisible, Feux du soir, Dessins à la plume et rehaussés, , Petit intérieur, Le Café,…[9].
- Exposition d'artistes forestois à Forest en 1924[16].
- Biennale de Venise de 1924[17].
- Eddy's Art Studio, à Bruxelles en 1928[18].
- Cercle artistique et littéraire de Bruxelles en 1927[19].
- Cercle artistique et littéraire de Bruxelles en 1928 : Haleur en hiver, Soir de bise, Soir de gel, Vieux mur ensoleillé, Lever de lune en Brabant, Vieux bateau, Vieux castel,…[20].
- Exposition rue du Pépin à Bruxelles en novembre 1929 : Un vieux mur, Une chapelle blanche et Lever de lune[5].

### Collections muséales
- Musée Alice et David van Buuren à Uccle : Le Christ et les Bergers, sans date, inventaire no 0511, format 23,8 × 32 cm, huile sur panneau[21].
- Musée Camille Lemonnier à Ixelles.